# Amazon Mechanical Turk
Amazon Mechanical Turk (AMT ou Mturc, litt. « Turc mécanique d'Amazon ») est un service de micro-travail lancé par Amazon.com fin 2005. C'est une plateforme web de production participative (crowdsourcing) qui vise à faire effectuer par des humains, contre rémunération, des tâches plus ou moins complexes. Les tâches en question doivent être dématérialisées ; il s'agit souvent d'analyser ou de produire de l'information dans des domaines où l'intelligence artificielle est encore trop peu performante, par exemple l'analyse du contenu d'images.

## Origine du nom
Le nom est directement inspiré d'un canular historique, le Turc mécanique, un automate du XVIIIe siècle imaginé par J. W. von Kempelen supposé jouer aux échecs mais dans le socle duquel se cachait un humain. Ce nom renvoie au fait que les tâches réalisées sur la plateforme résultent du travail d'un humain et non d'un automate.

## Fonctionnement d'Amazon Mechanical Turk
Amazon Mechanical Turk est une plateforme web qui regroupe des caractéristiques bien spécifiques et qui a son propre fonctionnement. C'est une plateforme de crowdsourcing (ou « myriadisation »), autrement dit, c'est un dispositif permettant d'externaliser du travail via le web et par des internautes. Ce travail est par ailleurs parcellisé, les tâches qui en résultent sont découpées en sous-tâches, ou micro-tâches. Ces tâches sont par ailleurs nommées HITs sur la plateforme.
Même si les basses rémunérations dont bénéficient les travailleurs permettent aux requesters de faire effectuer les tâches à un coût faible, d'autres coûts viennent s'y ajouter, comme la création de protections contre les spammers ou le coût de validation et de post-traitement des tâches. Par ailleurs, certaines tâches génèrent des coûts similaires aux coûts habituels (hors AMT et micro-travail) du fait du manque de travailleurs qualifiés sur AMT.
AMT permet donc de produire du travail de qualité dans des cas précis. Mais lorsque les tâches sont trop complexes, lorsque le spamming face auquel le service est confronté entre en compte ou lorsque le modèle de rémunération à la tâche pose un problème, la qualité du travail effectuée peut être affectée.
En avril 2019, la plateforme n’accepte plus l'inscription de nouveaux travailleurs depuis la France. Un grand nombre de tâches comme, identifier des objets sur des images, retranscrire des documents ou nettoyer des bases de données, sont destinées à l’apprentissage pour des algorithmes, qui vont utiliser ces données .

### Les parties prenantes sur AMT
Sur Amazon Mechanical Turk, il existe trois parties prenantes :
- les travailleurs (turkers)[10] qui travaillent à la tâche. Ils seraient entre 15 000 et 43 000[11]. Ils décident, en fonction des conditions posées par des commanditaires, quelles tâches effectuer pour être rémunérés. Parmi eux, 20 % considèrent AMT comme leur source de revenu primaire, 50 % comme leur source de revenu secondaire. 20 % des travailleurs passent plus de 15 heures par semaine sur AMT, et contribuent à 80 % des tâches. Le salaire horaire moyen observé ne dépasse pas les 2 $[12]. Par ailleurs, en l’absence de possibilité de formation visant à les familiariser avec le service, un important « travail caché », d'apprentissage et supplémentaire aux HITs, est réalisé par les travailleurs[13]. Ils sont considérés comme des travailleurs indépendants ;
- les requesters[14] (« demandeurs de tâches ») qui sont les commanditaires et qui proposent les tâches. Ils fixent le montant de la rémunération. Ils peuvent rejeter les tâches effectuées par les travailleurs. Ils peuvent évaluer les prestations des travailleurs et ils posent des conditions sur le profil des travailleurs qu'ils veulent sélectionner. Ces requesters ne sont pas des employeurs ;
- Amazon ; il n'intervient logiquement pas dans les rapports entre requesters et travailleurs sauf lorsqu'il s'agit d'intervenir sur des litiges entre requester et turker. Pour chaque tâche, Amazon opère une retenue proportionnelle à la rétribution versée au travailleur. Les frais de commission qu'il pratique oscillent entre 20 et 40 %.

### Les modalités de sélection des travailleurs
En plus de créer leurs propres listes de qualifications pour gérer les travailleurs qui ont déjà travaillé pour eux, les requesters peuvent sélectionner de nouveaux travailleurs en s'appuyant sur les « qualification types » fournis par Amazon renvoyant à des critères de réputation des travailleurs. Ces qualification types incluent :
- Le pourcentage de feedbacks positifs du travailleur ;
- Le pourcentage de HITs rejetées par le travailleur ;
- Le pourcentage de HITs abandonnées par le travailleur ;
- Le nombre de HITs réalisées par le travailleur.

### Les tâches (HITs) courantes sur AMT
La plupart des tâches proposées sur Amazon Mechanical Turk exigent peu voire pas de qualification. Les exemples de tâches les plus courantes sont :
- la traduction de textes ou de fragments de textes ;
- la transcription, l’identification ou le classement de fichiers audio ou de vidéos ;
- la modération de contenus (images, textes, vidéos) pour des forums par exemple, ou des sites web ;
- la réalisation de sondages, de questionnaires ou d'enquêtes en ligne ;
- le renommage de fichiers en grandes quantités ;
- la réalisation de requêtes sur les moteurs de recherche ;
- l'écriture de textes ou la rédaction de commentaires : avis, critiques, évaluations, etc.

## Exemples de réalisations avec AMT
- Emoji Dick, traduction de Moby Dick en emoji, émoticônes japonaises, réalisées par huit cents personnes via le Turc d'Amazon, compilée par Fred Benenson, puis imprimée par financement communautaire[16] ;
- influence sur les suggestions de recherche de Google[17] ;
- des créations artistiques, comme The Sheep Market[18] ;
- Le traitement automatique du langage naturel (TAL).

## Utilisation pour la recherche
AMT est originellement une place de marché en ligne destinée à fournir un service d'externalisation participative de tâches à d’autres personnes, contre rémunération. Mais elle s'est rapidement aussi révélée très pratique pour collecter à relativement peu de frais des quantités importantes de données utiles à la recherche en sciences sociales, devenant, parmi d'autres tels que ProlificAcademic, SocialSci, CrowdFlower, ClickWorker, CrowdSource, « le site Web de crowdsourcing le plus populaire pour la recherche ».
Au début des années 2010, Buhrmester et ses collègues confirment la facilité d'ainsi acquérir de la donnée pour la psychologie et d'autres sciences sociales, grâce à « un système intégré de rémunération des participants ; un grand bassin de participants ; et une simplification du processus de conception de l'étude, de recrutement des participants et de collecte de données ». Ils concluent aussi que les participants recrutés via MTurk sont « légèrement plus diversifiés sur le plan démographique que les échantillons Internet standard et sont nettement plus diversifiés que les échantillons typiques des universités américaines » ; et si la participation est influencée par le taux de rémunération et la durée des tâches, les participants peuvent néanmoins être recrutés rapidement et à moindre coût. Selon eux, « les taux d'indemnisation réalistes n'affectent pas la qualité des données ; et les données obtenues sont au moins aussi fiables que celles obtenues par des méthodes traditionnelles », et en 2012, Brerinsky et ses collègues en évaluent l'intérêt pour la recherche , Au milieu des années 2010, un nombre croissant de chercheurs en sciences sociales utilisent ainsi AMT pour la collecte de données en ligne, ce qui, de l'avis de nombreux chercheurs, a révolutionné le travail des chercheurs en sciences comportementales.
Bien que la recherche basée sur MTurk ait connu une croissance exponentielle au cours des dernières années (Chandler et Shapiro 2016), des préoccupations raisonnables ont été soulevées quant à la capacité des participants à la recherche en ligne à se substituer aux participants à la recherche traditionnelle (Chandler, Mueller et Paolacci 2014). Cet article passe en revue les recherches récentes de MTurk et fournit des conseils supplémentaires pour le recrutement d'échantillons de participants à MTurk parmi les populations d'intérêt pour les chercheurs en comptabilité comportementale.

## Organisation des travailleurs de AMT
Parallèlement à leur activité de travailleurs à la tâche, une partie des travailleurs de AMT s'organisent en dehors de la plateforme d'Amazon.
TurkOpticon, créé en 2010 par Lilly Irani et M. Six Silberman, est un outil collectif pour exprimer la voix des travailleurs de AMT, notamment en leur permettant d'évaluer les requesters. Les travailleurs investissent également certains forums pour échanger à propos de leurs expériences, s'organiser, se conseiller : Mturk Forum, Mturkgrind ou Turker Nation.

## Anonymat?
La main-d’œuvre en ligne d'Amazon Mechanical Turk (AMT) a été, dans un premier temps, jugée totalement anonyme par la plupart des observateurs, mais des chercheurs ont montré, en 2013, que le système d’AMT pouvait être utilisé pour mettre au jour de nombreuses informations sur une partie au moins des travailleurs d’AM, dont des identifications personnelles (PII), ce qui pourrait interroger certains travailleurs actuels ou potentiels, les commanditaires et d'autres entités, comme le comité d’examen institutionnel (IRB) de la recherche sur des sujets humains impliquant des travailleurs de l’AMT, à propos de la protection de la vie privée.

## Controverses
Ces tâches (dont la plupart contiennent elles-mêmes plusieurs tâches, mais payées comme une seule) étant payées entre un et cinq centimes de dollars par HIT, certains observateurs (CNET, universitaires, etc.) affirment qu'il s'agit d'une forme de néo-colonialisme, voire d'esclavage moderne.